# Tiebout-Modell
Das Tiebout-Modell ist ein Modell der Bereitstellung steuerfinanzierter öffentlicher Güter. Es liefert eine Grundlage der Analyse fiskalischen Wettbewerbs (Theorie des effizienten Steuerwettbewerbs). Entwickelt wurde es von dem Ökonomen Charles Tiebout.

## Eigenschaften und Annahmen
Nach Tiebouts Ansatz lassen sich Gemeinden wie Unternehmen in einem Wettbewerbsmarkt um mobile Einwohner (Steuerzahler) betrachten. In diesem Wettbewerb – dessen Triebkraft potentielle Wanderungsbewegungen der Individuen zwischen den Gemeinden sind – haben diese einen Anreiz, die gemäß den Präferenzen ihrer Bürger optimale Menge an öffentlichen Gütern bereitzustellen. Ursache dafür ist, dass die Individuen ihren jeweiligen Lebensort so wählen, dass er ihnen hinsichtlich ihrer individuellen Präferenzen optimale Lebensbedingungen bietet (voting by feet). Die Wanderungen der Individuen führt im Gleichgewicht zu einer Pareto-effizienten Situation, in der eine Vielzahl von Gemeinden existiert, die sich in den Niveaus der Bereitstellung öffentlicher Güter und der Steuerbelastung voneinander unterscheiden. Das Modell beruht dabei auf einer Reihe von Annahmen: 
- Die Individuen sind vollkommen mobil und wählen ihren Wohnsitz entsprechend ihren individuellen Präferenzen hinsichtlich möglicher Kombinationen aus der Bereitstellung an öffentlichen Gütern und zu zahlender Steuer (voting by feet).
- Die Einkommen der Individuen sind unabhängig von der Wahl des Wohnsitzes (keine Beschäftigungseffekte).
- Es existieren keine Mobilitätskosten.
- Die Individuen verfügen über vollkommene Information hinsichtlich der kommunalen Angebote an öffentlichen Gütern und die entsprechende Steuerbelastungen.
- Es existiert eine Vielzahl von Gemeinden (polypolistische Marktstruktur) und die Wohnsitzwahl ist frei.
- Die Gemeinden gleichen gewinnmaximierenden Unternehmen mit den Aktionsparametern Bereitstellungsmenge an öffentlichen Gütern und Steuerbelastung, über die sie autonom entscheiden.
- Es existiert ferner für jede Gemeinde eine optimale Anzahl an Einwohnern, die erreicht werden soll.
- Die jeweils bereitgestellten öffentlichen Güter können nur von den Ortsansässigen konsumiert werden (keine externen Effekte).

Im Ergebnis führen die Mobilität der Individuen (deren Wanderungsbewegungen dabei gleichzeitig der Präferenzoffenbarung und der Präferenzaggregation dienen), die fiskalische Autonomie der einzelnen Gemeinden und der Wettbewerb zwischen diesen zu einem Marktmechanismus mit Wanderungsbewegungen. Im Gleichgewicht kommt es zu einer Pareto-effizienten Allokation öffentlicher Güter und Wohnverteilung der Einwohner. Tendenziell werden sich dabei regionale Klubs mit weitgehend homogenen Präferenzen bilden.

## Kritik
Im Zentrum der Kritik stehen häufig die restriktiven Annahmen, insbesondere die der vollkommenen Mobilität der Individuen. Die tatsächliche Immobilität der Individuen sei ursächlich für eine massive Diskrepanz zwischen den Ergebnissen des Tiebout-Modells und der Realität. Eine Exit-Option würde erst wahrgenommen, wenn außerordentlich hohe Steuerbelastungen in Verbindung mit einem nicht ausreichenden Angebot an öffentlichen Leistungen vorlägen (Schmerzgrenze), denn erst dann stünden den Kosten einer Abwanderung ein entsprechender Nutzengewinn gegenüber. Entsprechende Abwanderungskosten werden jedoch vom Tiebout-Modell nicht berücksichtigt. 
Als weiterer wesentlicher Kritikpunkt werden häufig Informationskosten angeführt, die im Vorfeld einer möglichen Wanderungsbewegung hinsichtlich des Informationserwerbs über das Angebot an öffentlichen Gütern und die Belastung durch Abgaben in anderen Gemeinden bestehen. Dem kann allerdings zunächst entgegengehalten werden, dass i. d. R. vollständige Informationen nicht optimal sind. Individuen werden Informationen so lange einholen, wie der Nutzen zusätzlicher Informationsbeschaffung über den entsprechenden Kosten liegt. 
Aufgrund tatsächlicher Informationskosten sind Bürger jedoch i. d. R. nur unvollständig über die jeweiligen Alternativen informiert. Eine Abwanderung in eine den jeweiligen Präferenzen am besten entsprechende Gemeinde ist deshalb zumindest fragwürdig.
Ferner ist die Annahme problematisch, dass im Pareto-effizienten Ergebnis jede Gemeinde optimal groß sei bzw. entsprechende Anstrengungen unternommen würden, um eine optimale Größe zu erreichen, also Maßnahmen, um Einwohner zu attrahieren oder zur Abwanderung zu bewegen. Berücksichtigt man, dass sich die Individuen der Gemeinde zuwenden, die ihren Präferenzen hinsichtlich der zu entrichtenden Abgaben und der dafür angebotenen öffentlichen Güter am besten entspricht und weiter, dass die Präferenzen der Individuen sehr heterogen sein können, folgt daraus, dass die Anzahl der Gemeinden entsprechend hoch sein müsste. In diesem Zusammenhang kann dann die Existenz einer optimalen Gemeindegröße problematisch sein, beispielsweise wenn eine bestimmte Präferenzstruktur nur ein einziges Mal existiert. Eine Gemeindemindestgröße, die notwendig ist, um eine effiziente Bereitstellung öffentlicher Güter zu gewährleisten, ist deshalb kaum zu realisieren, wenn die Präferenzen der einzelnen Wirtschaftssubjekte zu heterogen sind.